# Аурикулярия плёнчатая
Аурикулярия плёнчатая (лат. Auricularia mesenterica) — гриб из рода Аурикулярия (Auricularia) семейства Аурикуляриевые (Auriculariaceae). Съедобен, но невкусен. 

## Описание
Плодовое тело уховидное, несущая волоски наружная поверхность бархатистая, коричневая, с концентрическими кругами. Споровый порошок белый. Ножка не выражена. Мякоть молодых грибов студенистая, красноватая, у старых экземпляров подсыхает.